# 城巴70線
城巴70線是由城巴營運的一條香港島巴士路線，來往華貴邨及中環（交易廣場）。
本線另設特別路線70P線。來往石排灣及中環（交易廣場），只於每日上午至黃昏提供服務。

## 歷史
- 1975年1月1日：配合中巴南區路線重組而投入服務，路線與7號線相同，但不設小童半價優惠，該線在中巴巴士站牌上以黃牌紅字表示。
- 1980年2月12日：配合地鐵「修正早期系統」全線通車，延長至金鐘（西）巴士總站，改稱70M。
- 1980年5月1日：70M線延長至石排灣。
- 1982年3月15日：改經香港仔隧道，改為來往香港仔及中環，編號改回70，收費$1.4。
- 1993年9月1日：改由城巴營運，並提升至全空調服務。
- 2007年9月24日：增設特別班次70P，由石排灣開出，途經香港仔巴士總站，然後依70線往中環（交易廣場），只於平日07：50及08：10提供服務[1]。
- 2010年7月5日︰70P線加強服務，開出時間改為07:40、07:55及08:10[2]。
- 2015年5月17日：本線作出以下改動[3]：
  - 70線南區總站延長至華貴邨，逢星期一至五（公眾假期除外）07:05-08:55由華貴邨開出的班次會繞經田灣邨
  - 加密70P線星期一至五班次至四班
  - 70M線取消
- 2017年7月31日：增設特別班次70A，依未延長至華貴前的70線走線行駛。
- 2018年4月30日：增設實時抵站時間查詢服務。
- 2022年9月11日：70線作出以下調動[4]：
  - 70線取消由香港仔開出往中環之特別班次。
  - 70P線提升至每日日間至黃昏提供服務。
  - 70A線取消服務。
- 2024年12月29日：70、70P線往中環（交易廣場）方向增停黃竹坑道「業興街」站。

## 服務時間及班次
70
| 華貴邨開             | 華貴邨開            | 華貴邨開            | 中環（交易廣場）開 | 中環（交易廣場）開  | 中環（交易廣場）開  |
| 日期                 | 服務時間            | 班次（分鐘）        | 日期               | 服務時間            | 班次（分鐘）        |
| -------------------- | ------------------- | ------------------- | ------------------ | ------------------- | ------------------- |
| 星期一至五           | 05:20-06:00         | 20                  | 星期一至五         | 05:50-06:30         | 20                  |
| 星期一至五           | 06:00-07:00         | 15                  | 星期一至五         | 06:45               | 06:45               |
| 星期一至五           | 07:07、07:19、07:28 | 07:07、07:19、07:28 | 星期一至五         | 07:05-07:45         | 20                  |
| 星期一至五           | 07:39、07:46、07:54 | 07:39、07:46、07:54 | 星期一至五         | 07:45-09:00         | 15                  |
| 星期一至五           | 08:03、08:15、08:27 | 08:03、08:15、08:27 | 星期一至五         | 09:00-16:00         | 20                  |
| 星期一至五           | 08:39、08:51、09:01 | 08:39、08:51、09:01 | 星期一至五         | 16:15、16:25、16:45 | 16:15、16:25、16:45 |
| 星期一至五           | 09:20-20:20         | 20                  | 星期一至五         | 17:00-23:01         | 7-15                |
| 星期一至五           | 20:20-21:50         | 15                  | 星期一至五         | 23:01-23:41         | 20                  |
| 星期一至五           | 21:50-23:10         | 20                  | 星期一至五         | 23:41-00:10         | 14/15               |
| 星期一至五           | 23:10-23:40         | 15                  |                    |                     |                     |
| 星期六、日及公眾假期 | 05:20-20:00         | 20                  | 星期六             | 05:50-07:30         | 20                  |
| 星期六、日及公眾假期 | 20:00-21:00         | 15                  | 星期六             | 07:30-09:00         | 15                  |
| 星期六、日及公眾假期 | 21:00-23:40         | 20                  | 星期六             | 09:00-17:00         | 20                  |
|                      |                     |                     | 星期六             | 17:00-23:15         | 5-15                |
| 23:15-23:55          | 20                  |                     | 星期六             |                     |                     |
| 00:10                |                     |                     | 星期六             |                     |                     |
| 星期日及公眾假期     | 05:50-09:20         | 15                  |                    |                     |                     |
| 星期日及公眾假期     | 09:20-18:00         | 20                  |                    |                     |                     |
| 星期日及公眾假期     | 18:00-20:00         | 10/15               |                    |                     |                     |
| 星期日及公眾假期     | 20:00-21:00         | 12                  |                    |                     |                     |
| 星期日及公眾假期     | 21:00-22:30         | 15                  |                    |                     |                     |
| 星期日及公眾假期     | 22:30-22:47         | 17                  |                    |                     |                     |
| 星期日及公眾假期     | 22:47-23:47         | 20                  |                    |                     |                     |
| 星期日及公眾假期     | 00:10               |                     |                    |                     |                     |

- 藍字班次繞經田灣

70P
| 石排灣開         | 石排灣開            | 石排灣開            | 中環（交易廣場）開 | 中環（交易廣場）開 | 中環（交易廣場）開 |
| 日期             | 服務時間            | 班次（分鐘）        | 日期               | 服務時間           | 班次（分鐘）       |
| ---------------- | ------------------- | ------------------- | ------------------ | ------------------ | ------------------ |
| 星期一至五       | 05:40-06:40         | 30                  | 星期一至五         | 09:30-18:10        | 20                 |
| 星期一至五       | 07:00、07:15、07:30 | 07:00、07:15、07:30 | 星期一至五         | 18:10-18:35        | 25                 |
| 星期一至五       | 07:37、07:45、07:53 | 07:37、07:45、07:53 | 星期一至五         | 18:35-19:35        | 30                 |
| 星期一至五       | 08:00、08:20、08:45 |                     |                    |                    |                    |
| 星期一至五       | 09:10-17:10         | 20                  |                    |                    |                    |
| 星期一至五       | 17:10-17:35         | 25                  |                    |                    |                    |
| 星期一至五       | 17:35-19:05         | 30                  |                    |                    |                    |
| 星期日及公眾假期 | 05:40-06:30         | 25                  | 星期日及公眾假期   | 09:30-18:10        | 20                 |
| 星期日及公眾假期 | 06:30-17:10         | 20                  | 星期日及公眾假期   | 18:10-18:35        | 25                 |
| 星期日及公眾假期 | 17:10-17:35         | 25                  | 星期日及公眾假期   | 18:35-19:35        | 30                 |
| 星期日及公眾假期 | 17:35-19:05         | 30                  |                    |                    |                    |

70線與70P線提供來往香港仔至中環之間的聯合班次。

## 收費
70(P)
全程：$6.1
- 舊灣仔警署往中環（交易廣場）：$4.4
- 香港仔隧道收費廣場往華貴邨(70)／石排灣(70P)：$3.9

| - 本線設有12歲以下小童及65歲或以上長者半價優惠。 - 65歲或以上香港居民使用「樂悠咭」，以及12歲以下合資格殘疾兒童使用「殘疾人士身份」個人八達通繳付車資，均可享有每程$2.0或半價（以較低者為準）的票價優惠；12至64歲合資格殘疾人士使用「殘疾人士身份」個人八達通（包括「樂悠咭」），以及60至64歲香港居民使用「樂悠咭」繳付車資，均可享有每程$2.0或全費（以較低者為準）的票價優惠。 - 65歲或以上長者如使用長者或一般個人八達通繳付車資，則只可享有半價優惠；12至64歲合資格殘疾人士如不使用「殘疾人士身份」個人八達通，以及60至64歲人士如不使用「樂悠咭」繳付車資，必須繳付全費。 - 乘客可以現金或八達通於上車時付款，不設找續。 - 每位成人乘客可免費攜帶最多兩名4歲以下而不佔座位的兒童乘客乘車，超額之4歲以下小童必須繳付小童車費乘車。 - 九龍巴士、城巴及龍運巴士全職員工及家屬（不包括外判職員）可免費乘搭本路線，惟必須拍職員或職員家屬八達通。 - 乘客亦可使用AlipayHK「易乘碼」、支付寶、WeChatHK／微信支付「搭車碼」、銀聯雲閃付「乘車碼」及BOC Pay「乘車碼」、具有感應式支付功能的VISA、Mastercard及銀聯卡，以及Apple Pay、Google Pay及Samsung Pay流動支付平台繳付車資。使用此支付方式的乘客可享有中途下車之分段收費，以及與其他城巴獨營路線或聯營線城巴班次之轉乘優惠，惟不適用於與非城巴路線之轉乘優惠。乘客亦不能享有「公共交通費用補貼計劃」及「長者及合資格殘疾人士公共交通票價優惠計劃」。 |

### 八達通轉乘優惠
乘客登上本線後指定時間內以同一張八達通卡轉乘以下路線，或從以下路線登車後指定時間內以同一張八達通卡轉乘本線，次程可獲車資折扣優惠：
70往中環 → 260、789往金鐘，次程車資全免，轉乘時限為90分鐘，於舊灣仔警署或分域街轉乘
70←→A11
- 70往中環 → A11往機場，回贈首程車資，轉乘時限為90分鐘
- A11或A12往港島 → 70往華貴邨，次程車資全免，轉乘時限為120分鐘

## 使用車輛
現時行走城巴70線的車輛主要為亞歷山大丹尼士Enviro 500 巴士及亞歷山大丹尼士Enviro 500 MMC。

## 行車路線
70
華貴邨開經：田灣海旁道、天橋、石排灣道、田灣街、田灣山道、石排灣道、香港仔海旁道、香港仔巴士總站、香港仔大道、黃竹坑道、香港仔隧道、黃泥涌峽天橋、堅拿道天橋、告士打道、夏愨道、干諾道中、畢打街、康樂廣場及港景街。
有斜體字之路段，只限逢星期一至五（公眾假期除外）07:05-08:50的班次途經。
中環（交易廣場）開經：干諾道中、夏愨道、紅棉路支路、金鐘道、添馬街、德立街、金鐘（東）公共運輸交匯處、樂禮街、金鐘道、軍器廠街、天橋、告士打道、堅拿道天橋、黃泥涌峽天橋、香港仔隧道、黃竹坑道、香港仔海旁道及田灣海旁道。
70P
石排灣開經：漁光道、香港仔水塘道、洛陽街、成都道、湖南街、香港仔巴士總站、香港仔大道、黃竹坑道、香港仔隧道、黃泥涌峽天橋、堅拿道天橋、告士打道、夏慤道、干諾道中、畢打街、康樂廣場及港景街。
中環（交易廣場）開經：干諾道中、夏愨道、紅棉路支路、金鐘道、添馬街、德立街、金鐘（東）公共運輸交匯處、樂禮街、金鐘道、軍器廠街、天橋、告士打道、堅拿道天橋、黃泥涌峽天橋、香港仔隧道、黃竹坑道、香港仔海旁道、天橋、香港仔大道、香港仔水塘道及漁光道。

### 沿線車站
70
| 華貴邨開 | 華貴邨開             | 華貴邨開                 | 中環（交易廣場）開 | 中環（交易廣場）開   | 中環（交易廣場）開       |
| 序號     | 車站名稱             | 位置                     | 序號               | 車站名稱             | 位置                     |
| -------- | -------------------- | ------------------------ | ------------------ | -------------------- | ------------------------ |
| 1        | 華貴邨               | 華貴邨巴士總站           | 1                  | 中環（交易廣場）     | 中環（交易廣場）巴士總站 |
| 2        | 牛奶公司冰廠及冷房   | 田灣海旁道               | 2                  | 大會堂               | 干諾道中                 |
| ^        | 明愛張奧偉國際賓館   | 田灣街                   | 3                  | 金鐘站               | 金鐘（東）公共運輸交匯處 |
| ^        | 田灣商場             | 田灣街                   | 4                  | 入境事務大樓         | 告士打道                 |
| ^        | 耀中幼教學院         | 田灣山道                 | 5                  | 香港仔隧道巴士轉乘站 | 黃竹坑道                 |
| 3        | 田灣街               | 石排灣道                 | 6                  | 黃竹坑遊樂場         | 黃竹坑道                 |
| 4        | 香港仔               | 香港仔巴士總站           | 7                  | 南朗山道             | 黃竹坑道                 |
| 5        | 業漁大廈             | 香港仔大道               | 8                  | 勝利工廠大廈         | 黃竹坑道                 |
| 6        | 甄沾記大廈           | 黃竹坑道                 | 9                  | 逸港居               | 香港仔海旁道             |
| 7        | 業興街               | 黃竹坑道                 | 10                 | 香港仔海濱公園       | 香港仔海旁道             |
| 8        | 黃竹坑遊樂場         | 黃竹坑道                 | 11                 | 香港仔魚類批發市場   | 香港仔海旁道             |
| 9        | 香港仔隧道巴士轉乘站 | 黃竹坑道                 | 12                 | 興偉中心             | 田灣海旁道               |
| 10       | 舊灣仔警署           | 告士打道                 | 13                 | 牛奶公司冰廠及冷房   | 田灣海旁道               |
| 11       | 分域街               | 告士打道                 | 14                 | 華貴邨               | 華貴邨巴士總站           |
| 12       | 皇后像廣場           | 干諾道中                 |                    |                      |                          |
| 13       | 中環（交易廣場）     | 中環（交易廣場）巴士總站 |                    |                      |                          |

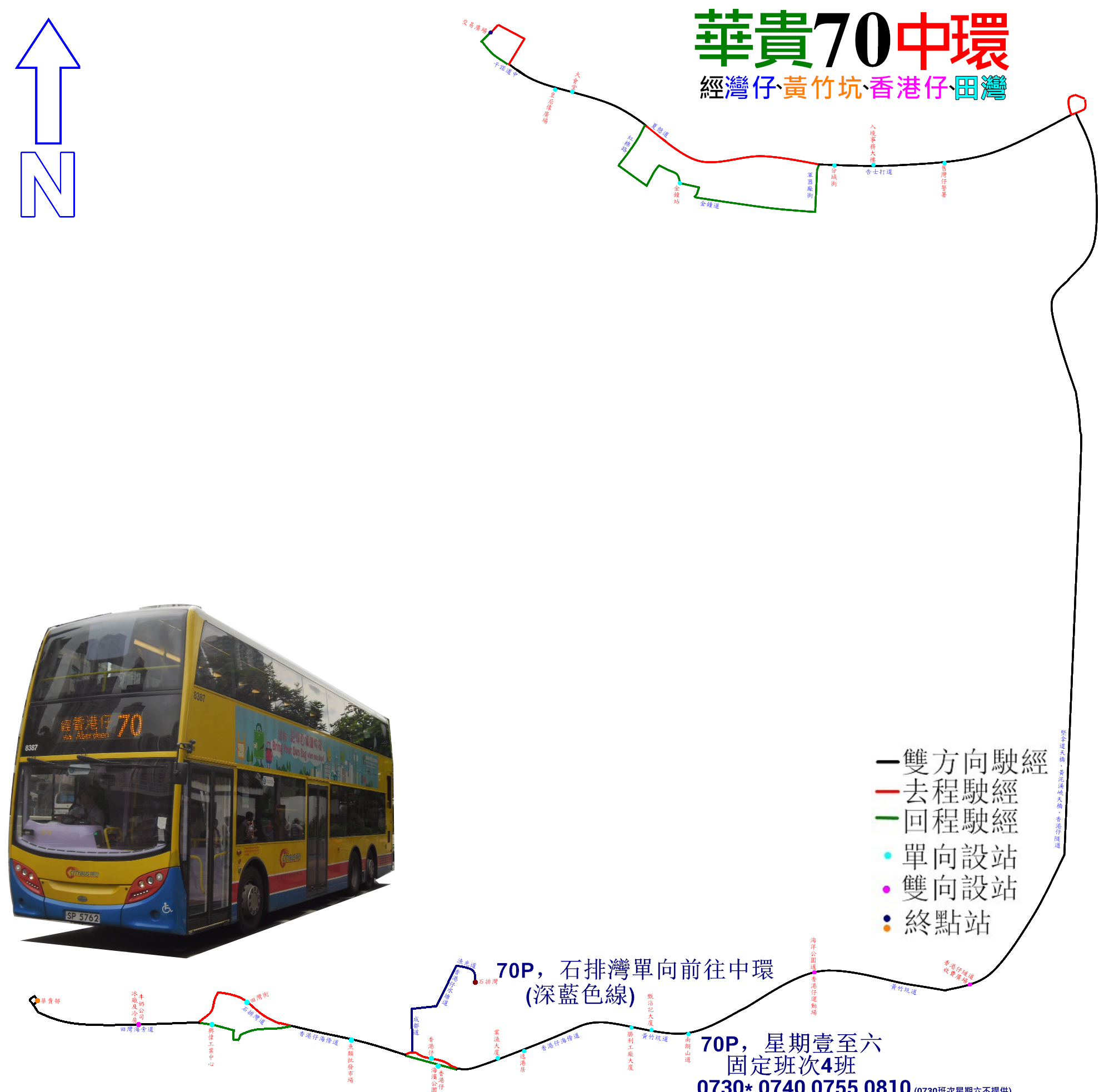
本線的走線圖

- 有 ^ 號之車站祇限07:05-08:45由華貴開出的班次停靠。

70P
| 石排灣開 | 石排灣開             | 石排灣開                 | 中環（交易廣場）開 | 中環（交易廣場）開   | 中環（交易廣場）開       |
| 序號     | 車站名稱             | 位置                     | 序號               | 車站名稱             | 位置                     |
| -------- | -------------------- | ------------------------ | ------------------ | -------------------- | ------------------------ |
| 1        | 石排灣               | 石排灣邨公共運輸交匯處   | 1                  | 中環（交易廣場）     | 中環（交易廣場）巴士總站 |
| 2        | 香港仔               | 香港仔巴士總站           | 2                  | 大會堂               | 干諾道中                 |
| 3        | 業漁大廈             | 香港仔大道               | 3                  | 金鐘站               | 金鐘（東）公共運輸交匯處 |
| 4        | 甄沾記大廈           | 黃竹坑道                 | 4                  | 入境事務大樓         | 告士打道                 |
| 5        | 業興街               | 黃竹坑道                 | 5                  | 香港仔隧道巴士轉乘站 | 黃竹坑道                 |
| 6        | 黃竹坑遊樂場         | 黃竹坑道                 | 6                  | 黃竹坑遊樂場         | 黃竹坑道                 |
| 7        | 香港仔隧道巴士轉乘站 | 黃竹坑道                 | 7                  | 南朗山道             | 黃竹坑道                 |
| 8        | 舊灣仔警署           | 告士打道                 | 8                  | 勝利工廠大廈         | 黃竹坑道                 |
| 9        | 分域街               | 告士打道                 | 9                  | 逸港居               | 香港仔海旁道             |
| 10       | 皇后像廣場           | 干諾道中                 | 10                 | 香港仔海濱公園       | 香港仔海旁道             |
| 11       | 中環（交易廣場）     | 中環（交易廣場）巴士總站 | 11                 | 崇文街               | 香港仔水塘道             |
|          |                      |                          | 12                 | 漁光村白沙樓         | 香港仔水塘道             |
| 13       | 漁光村海鷗樓         | 漁光道                   |                    |                      |                          |
| 14       | 扶康會康復中心       | 漁光道                   |                    |                      |                          |
| 15       | 石排灣邨             | 漁光道                   |                    |                      |                          |
| 16       | 漁暉苑日暉閣         | 漁光道                   |                    |                      |                          |
| 17       | 石排灣               | 石排灣邨公共運輸交匯處   |                    |                      |                          |

## 客量
本線從來都是服務香港仔中心一帶居民的重要路線。雖然香港仔隧道的通車讓南區往來港島北岸的交通變得便捷，卻受紅磡海底隧道持續已久的堵車問題而換來穩定性的問題，因此當局除專責服務新發展區（例如利東邨、海怡半島）及新需求的路線（例如107及171）外，盡量不接納途徑香港仔隧道的新路線申請，反而鼓勵開辦途徑薄扶林道/山道天橋往返中環的路線以提供香港仔居民前往中區的另一選擇：
- 1982及1989年11月，中巴開辦薄扶林道路線91及94，並於1995年雙雙延長至中環。
- 1993年，中巴在此線被城巴接辦後開辦43X（已取消）並把543線（已取消）改經香港仔隧道。
- 1994年，城巴亦開辦90B。
- 1995年，城巴把非專利線37R專利化並改稱37M，再於兩年後與37線重組為城巴37A線及城巴37B線；

西區海底隧道通車後，香港仔居民可直接乘搭巴士到西九龍：
- 1997年5月1日，來往香港仔至西九龍的西隧過海線970線（現在改為只服務數碼港及華富邨，由970X線接替）開辦。
- 1998年1月26日，973線開辦。

因此本線的客量有大量乘客流失。但由於本線來回程均取道告士打道，而不經軒尼詩道，屬來往香港仔及中環的最快途徑，故此客量挺高。

## 外部連結
城巴
- 城巴70線
- 城巴70P線
- 城巴70、70P線路線圖 （页面存档备份，存于）
- 城巴70、70P線詳細時間表 （页面存档备份，存于）

其他
- 681巴士總站－城巴70線 （页面存档备份，存于）
- 681巴士總站－城巴70P線 （页面存档备份，存于）